# Николаевка (Хмельницкий район)
Николаевка (укр. Миколаївка) — село в Хмельницком районе Хмельницкой области Украины.
Население по переписи 2001 года составляло 246 человек. Почтовый индекс — 31421. Телефонный код — 3850. Занимает площадь 1,704 км². Код КОАТУУ — 6824486503.

## Местная власть
31400, Хмельницкая обл., Хмельницкий р-н, пгт Старая Синява